# اسنجانا اونوپکا
اسنجانا اونوپکا (به انگلیسی: Snejana Onopka) (زاده ۱۵ دسامبر ۱۹۸۶) مدل است.